# 9П133
9П133 — советская боевая машина из состава самоходного противотанкового комплекса 9К14П «Малютка-П». Создана на базе бронированной разведывательно-дозорной машины БРДМ-2.

## История создания
Разработана в 1969 году в коломенском КБМ специально для модернизированного комплекса 9К14П «Малютка-П». Причиной создания стало изменение режима управления ракетой, из-за которого возросли габариты и масса аппаратуры управления.

## Серийное производство
Серийное производство машины 9П133 было организовано на Арзамасском машиностроительном заводе. Производство велось с 1971 по 1984 годы.

## Описание конструкции
Боевая машина 9П133 создана на базе бронированной разведывательно-дозорной машины БРДМ-2, основным вооружением машины являются противотанковые ракеты 9М14П «Малютка-П». 6 ракет размещено на пусковой установке, остальной боекомплект хранится внутри машины в боеукладке. 9П133 способна осуществлять запуски ракет со скоростью 2 выстрела в минуту. Время приведения в боевое положение — 20 секунд. Общий возимый боекомплект составляет 18 ракет. Каждая ракета обладает бронепробиваемость в 520 мм. Управление ракетами осуществляется по проводам. Дополнительно в машине имеется ручной противотанковый гранатомёт РПГ-7.
Все блоки и аппаратура машины 9П133 размещены на шасси ГАЗ-41-06, являющимся модификацией бронированной разведывательно-дозорной машины БРДМ-2.

## Операторы
- Ангола — 10 единиц 9П133, поставлено из СССР в 1982 году[3]
- Босния и Герцеговина — 9 единиц 9П133 на вооружении по состоянию на 2024 год[4]
- ГДР — 169 единиц 9П133, поставлено из СССР в период с 1973 по 1976 годы[3]
- Ирак — 100 единиц 9П133, поставлено из СССР в период с 1973 по 1982 годы[3]. По состоянию на 2002 год имелось некоторое количество, в настоящий момент сняты с вооружения[5]
- Куба — 40 единиц 9П133, поставлено из СССР в период с 1981 по 1984 годы[3]
- Ливия — 10 единиц 9П133, поставлено из СССР в 1980 году[3]
- Никарагуа — 12 единиц 9П133, поставлено из СССР в 1985 году[3]
- Монголия[1]
- Перу — 12 единиц 9П133, поставлено из СССР в 1978 году[3]
- Польша — 510 единиц БРДМ-2 (включая некоторое количество боевых машин 9П133), поставлено из СССР в период с 1971 по 1977 годы[3]
- Румыния — 98 единиц 9П133 на вооружении по состоянию на 2024 год[6]
- Сирия — некоторое количество 9П133, по состоянию на 2016 год[7]
- Сомали — 10 единиц 9П133, поставлено из СССР в 1975 году[3]
- СССР
- Туркменистан — 8 единиц 9П133, по состоянию на 2016 год[8]
- Чехия — 3 единицы 9П133, по состоянию на 2010 год[9]

## Служба и боевое применение

### Боевое применение
1. Война Судного дня — использовалась против израильской бронированной техники, основные потери израильские танки понесли от применения ПТРК 9К14П «Малютка-П»[10]
2. Война за Огаден (1977—1978) — до 12 кубинских машин принимали участие в отражении атак Сомалийцев[11]
3. Война в Персидском заливе — использовались иракскими войсками

### Организационная структура
Боевые машины 9П133 состояли на вооружении Кубинских батальонов танковых бригад.

## Сохранившиеся экземпляры
- Россия:
  - Военно-исторический музей артиллерии, инженерных войск и войск связи в Санкт-Петербурге
  - Технический музей ОАО «АвтоВАЗ» в г. Тольятти